# Victoria gordoni
Victoria gordoni är en fjärilsart som beskrevs av Louis Beethoven Prout 1912. Victoria gordoni ingår i släktet Victoria och familjen mätare. Inga underarter finns listade i Catalogue of Life.